# Abnégation (film, 1919)
Pour les articles homonymes, voir Abnégation et Abnégation (film, 1924).

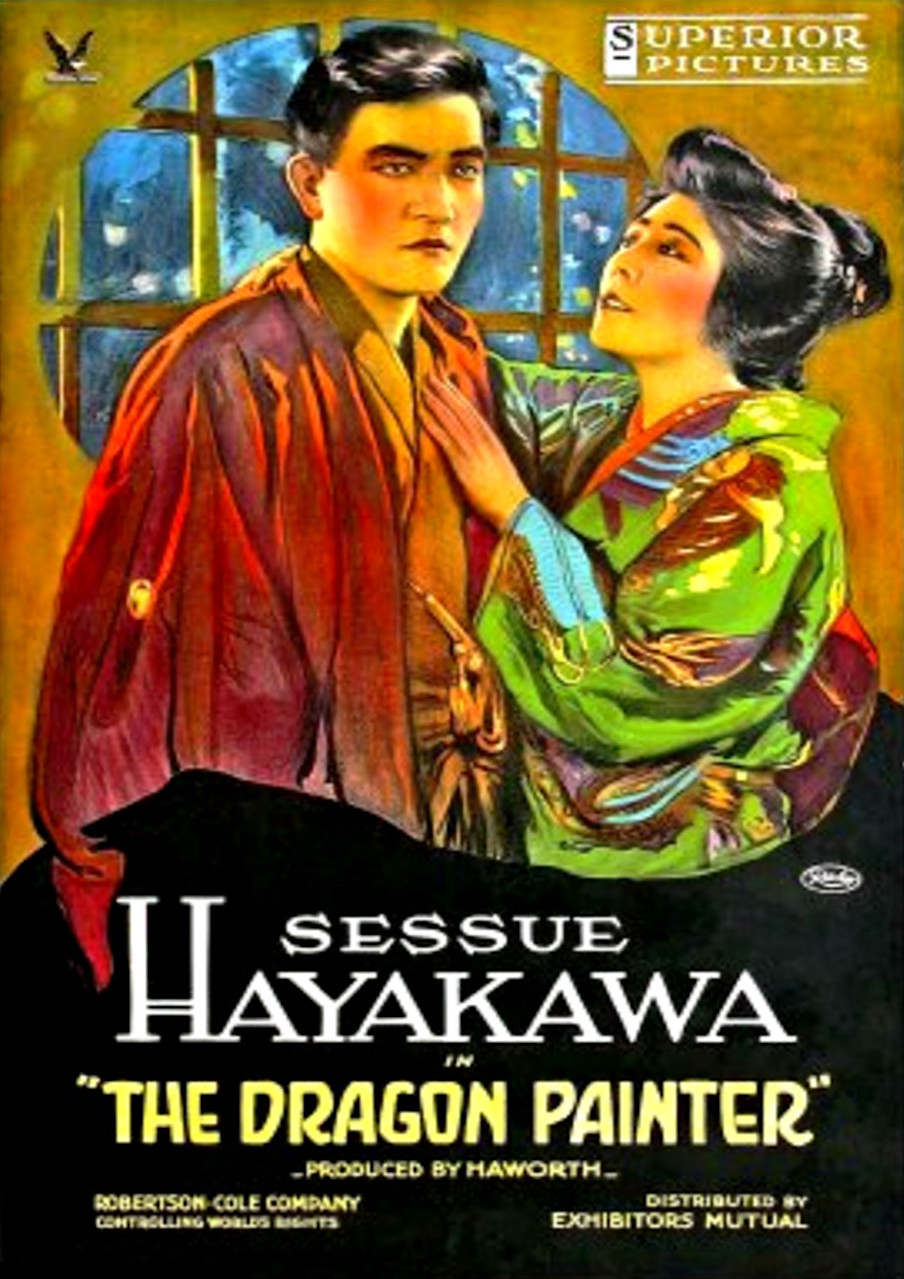
Affiche du film.

Abnégation (The Dragon Painter) est un film américain réalisé par William Worthington, sorti en 1919.

## Synopsis
Tatsu vit dans les montagnes de Hakawa, au Japon. Il crée une série de tableaux qu'il jette une fois terminés, implorant les dieux de lui rendre sa fiancée, une princesse qu'il croyait transformée en dragon. Pendant ce temps, à Tokyo, Kano Indara, un célèbre peintre, cherche un protégé et héritier pour perpétuer la lignée familiale de maîtres peintres.
Tatsu se rend dans un village voisin et exige des papiers des habitants. Son comportement inhabituel attire l'attention d'Uchida, géomètre et ami d'Indara. Lors d'une expédition d'arpentage dans les montagnes, Uchida reçoit l'un des tableaux abandonnés de Tatsu. Émerveillé par l'œuvre, Uchida invite Tatsu à Tokyo, affirmant qu'Indara sait où se trouve la princesse disparue.

## Fiche technique
- Titre original : The Dragon Painter
- Réalisation : William Worthington
- Scénario : Richard Schayer
- Photographie : Frank D. Williams
- Musique : Mark Izu (restoration 2005)
- Production : Haworth Pictures Corporation
- Distributeur : Robertson-Cole Distributing Corporation
- Durée : 53 minutes
- Date de sortie : 28 septembre 1919

## Distribution
- Sessue Hayakawa : Tatsu, "Dragon painter"
- Tsuru Aoki : Ume-ko
- Edward Peil, Sr. : Kano Indara
- Toyo Fujita : Uchida

## Distinction
Restauré en 1988 par l'American Film Institute, il a été inscrit au National Film Registry pour son importance culturelle, historique et esthétique,.